# حقن المفصل الوجيهي
تُستَخدم حُقَن المَفاصِل الوُجَيهِيَّة لتخفيف أعراض متلازمة المفصل. يستغرق الإجراء 15–20 دقيقة، ويُستَخدَم عادةً مُخدّر موضعيّ، إضافةً إلى استخدام تقنيَّة الأشعّة السينيّة الحديثة، آخذين عدّة لقطات بالأشعة السينيّة أثناء الإجراء لضمان توجيه الإبرة والعامِل المحقون إلى الموقع الصحيح. بعد الإجراء، قد يلزم أسبوعان لتحقيق تخفيفٍ للأعراض ويختلف مدى تخفُّف الأعراض ما بين المرضى وقد تدوم الراحة حوالي 14 شهرًا.

## العملية
يستلقي المريض موجهًا وجهه لأسفل على الطاولة. تُطهر منطقة العمود الفقري (أسفل الظهر، ومنتصف الظهر وأعلى الظهر) المراد إجراء العملية عليها وتُعقم مع محلول مضاد للبكتيريا باستخدام تقنيات التطهير. غالبًا ما يحتوي المحلول المضاد للبكتيريا على اليود والكحول. يُحقن المخدر الموضعي، بوبيفيكائين على سبيل المثال، داخل المنطقة من أجل تخدير المفصل. قد يشعر المريض بوخزة خفيفة. تُستخدم الإرشادات التصويرية من أجل توجيه الإبرة إلى داخل المفصل الوجيهي. يعتمد نوع نظام التوجيه التصويري على أداء الطبيب. يُستخدم غالبًا الكشف الفلوري مع توجيه الأشعة السينية أو «سي تي». يزيد الكشف الفلوري مع «سي تي» من دقة موضع الإبرة. قد يستخدم البعض التوجيه بالأمواج فوق الصوتية أو الرنين المغناطيسي. تُحقن صبغة التباين في المفصل الوجيهي من أجل ضمان وجود الإبرة في موقعها الهدف. بمجرد تأكيد مكانها، يُحقن مزيج مكون من المخدر والدواء المضاد للالتهاب ببطء في المفصل. يُستخدم عادةً ستيرويد السيلستون كدواء مضاد للالتهاب. تُحرر الإبرة بعد ذلك. يمكن استخدام الحقن في معالجة أي مفصل وجيهي مسبب للألم، بالتالي من الممكن تكرار العملية على المفاصل الوجيهية المجاورة.
يمكن استخدام تهدئة المعالجة الوريدية لدى المرضى القلقين لمساعدتهم على البقاء في وضع السكون. يحاول الأطباء تجنب ذلك بسبب تداخله مع استجابة المريض للألم، التي تُعد ضرورية من أجل تحديد المفصل الوجيهي المسؤول عن الألم. تستخدم هذه التهدئة المخدر الموضعي. عند رغبة المريض بالخضوع إلى التخدير، يجب عليه عدم تناول الطعام والشراب لمدة 4-6 ساعات قبل العملية.

## الآثار الجانبية والمضاعفات
تشمل الآثار الجانبية الشائعة لهذا الإجراء كلًا من الحكة، والطفح الجلدي، والغثيان والتعرق/الاحمرار الوجهي. يظهر بعض المرضى أعراض زيادة مؤقتة في الوزن بسبب الستيروئيدات. قد يعاني مرضى السكري من ارتفاع سكر الدم. تتميز هذه العملية بسرعتها وبساطتها، وتُعد المضاعفات نادرة للغاية، إلا أنه لا يجب إهمالها. ينخفض خطر المضاعفات عند اتباع تقنية التطهير المناسبة بالشكل الصحيح واستخدام إرشادات التصوير. تشمل المضاعفات خراج فوق الجافية بسبب الإنتان، والألم المتزايد مؤقتًا، وثقب الكيس المحتوي على السائل النخاعي، والنزف الزائد، وتلف العصب، وتسرب المخدر الموضعي إلى النفق الفقري والتهاب القرص الفقري. يستغرق زوال معظم الأعراض 24-48 ساعة، ويمكن تخفيف شدتها عن طريق الضغط البارد ومضادات الالتهاب غير الستيروئيدية. يجب زوال الخدر في غضون ساعات قليلة.

## الوقاية
التوقف عن تناول دواء الكومادين والأدوية المسيلة للدم قبل 4-7 أيام من الحقن. يجب على الطبيب التأكد من وجود حساسية للستيروئيدات أو المخدرات الموضعية. بالإضافة إلى ذلك، يجب مناقشة أي حالة عدوى نشطة مستمرة مع الطبيب. يجب إيقاف الأدوية المضادة للصفيحات قبل 5-10 أيام من الحقن. يجب إعلام الطبيب بتاريخ القلق أو عدم القدرة على الجلوس بشكل ساكن إن وُجد ذلك من أجل تجنب أي حركة أثناء العملية.

## بعد العملية
بعد العملية، يبقى المريض منتظرًا في الغرفة لمدة 20-30 دقيقة للتأكد من حدوث أي آثار جانبية فورية. بعد ذلك، يخضع المريض للتقييم لمعرفة مدى نجاح الحقن. يُطلب من المريض تأدية العديد من الحركات المسببة للألم في العادة. في حال استمرار الألم، من المرجح أن الحقن استهدف المفصل الوجيهي الخاطئ أو أن المفاصل الوجيهية ليست مصدر الألم. يستغرق زوال الألم التام في العادة ما بين 3-4 أيام. يستطيع المرضة العودة إلى نشاطاتهم الاعتيادية بعد يوم من العملية. لا توجد حاجة للعلاج الفيزيائي في أغلب الأحيان. يُجرى الحقن عادة حتى 3 مرات سنويًا.

## روابط خارجيّة
- Diagram of facet joint injections